# Luis Cueto-Felgueroso
Luis Cueto-Felgueroso Granda (Gijón, 1918 -Ibidem., 16 de abril de 2004) fue un médico y político asturiano. Además de diputado en Cortes, fue alcalde de Gijón entre los años 1970 a 1978, por lo que fue el último alcalde bajo el régimen Franquista que tuvo la ciudad.

## Biografía
Nació en Gijón, Asturias, en 1918, hijo de Florentino Cueto y de Asunción Granda. Estudió medicina en Salamanca y Nueva York y ejerció durante algunos años como médico traumatólogo. Se casó con Paloma Felgueroso y tuvo cinco hijos: Luis, Lucía, Paloma, José y Alejandro.
Fue uno de los máximos impulsores de la descentralización de la Universidad de Oviedo con la creación del campus de Gijón.
Fue consejero del Real Sporting de Gijón durante las presidencias de Carlos Méndez Cuervo y de Ángel Viejo Feliú, como miembro nato en su condición de alcalde, y continuó en la primera etapa de Manuel Vega-Arango, pese a dejar la alcaldía. Suya fue la idea, en 1977, de remodelar el estadio El Molinón para cubrir la grada este, obra que no se llevaría a cabo hasta 1982. También fue presidente del Real Club Astur de Regatas entre 1965 y 1973.
Dirigió el Centro Sanitario Marítimo de Gijón durante casi treinta años. 
En 1971 formó parte de la junta fundadora de la actual ONG Gijón, una ciudad para todos.
La que fue alcaldesa de Gijón socialista Paz Fernández Felgueroso es prima segunda suya y prima carnal de su esposa, Paloma Felgueroso.
Falleció en la misma localidad en la que había nacido y pasado casi toda su vida el 16 de abril de 2004 y fue enterrado en el cementerio de Somió.